# Francisque Ravony
Francisque Ravony (ur. 2 grudnia 1942 w Vohipeno, w regionie Vatovavy-Fitovinany, zm. 15 lutego 2003 w Soavinandrianie) – malgaski prawnik i polityk. Premier Madagaskaru w latach 1993–1995 i wicepremier w latach 1991–1993..

## Życiorys
Był znaczącą postacią w polityce na Madagaskarze w latach 80. i 90. XX w. Prezydent Albert Zafy mianował go premierem 10 sierpnia 1993 r. w miejsce Guya Razanamasy. Francisque Ravony pełnił tę funkcję do 30 października 1995 roku, kiedy został zastąpiony przez Emmanuela Rakotovainy. W styczniu 1995 r. jako premier malgaskiego rządu podjął bezprecedensową decyzję o dewaluacji krajowej waluty po uprzednim zwolnieniu prezesa Centralnego Banku Madagaskaru i ministra finansów, gdyż nie potrafili oni powstrzymać galopującej inflacji. Francisque Ravony sprzeciwiał się finansowaniu projektów rządowych przez kapitał prywatny. Popadł w konflikt z prezydentem, który zgodnie z konstytucją nie mógł go odwołać. Ponieważ Zgromadzenie Narodowe nie chciało głosować za zmianą konstytucji, zwrócono się do ludności o zmianę konstytucji w drodze referendum. 17 września 1995 r. Większość uprawnionych do głosowania głosowało za zmianą, przyznając prezydentowi prawo odwołania prezesa rady ministrów w miejsce dotychczasowego Zgromadzenia Narodowego. Francisque Ravony został zwolniony ze stanowiska 30 października 1995 r. w miesiąc po ogłoszeniu wyników referendum.
Zmarł 15 lutego 2003 roku z powodu zawału serca w szpitalu wojskowym w Soavinandrianie.